# 燕山乡 (南江县)
燕山乡，是中华人民共和国四川省巴中市南江县曾经下辖的一个乡。2019年12月，撤销燕山乡，将其所属行政区域划归八庙镇管辖。

## 行政区划
燕山乡撤销前下辖以下地区：
燕山社区、九君村、秧坝村、燕山村、玉螺村、李寨村、枇杷村、双庙村和楠坪村。